# Liste de gorges
Cette liste de gorges comprend des gorges terrestres et sous-marinnes. Les gorges terrestres sont triés par continent, puis par pays. 

Le Grand Canyon, Arizona

## Afrique

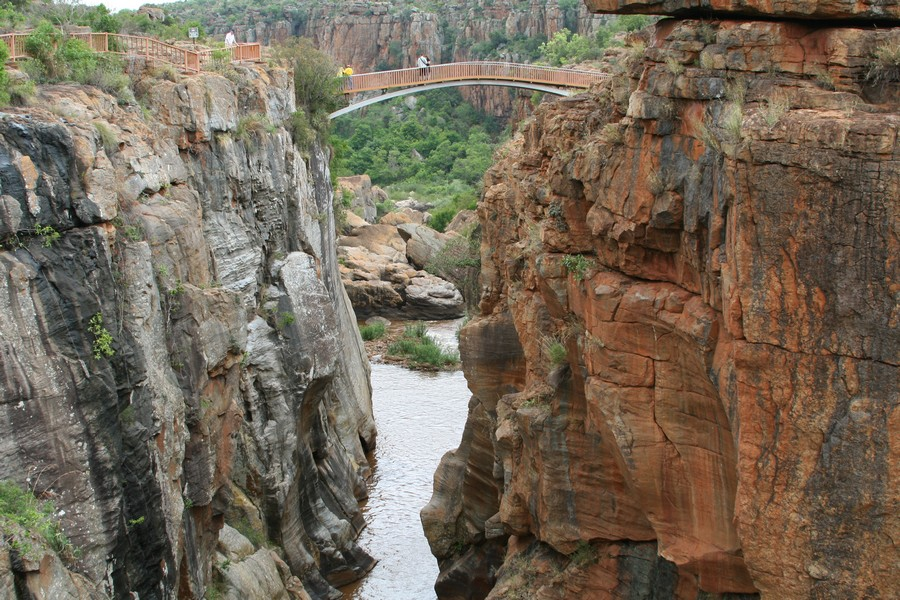
Blyde River Canyon, South Africa
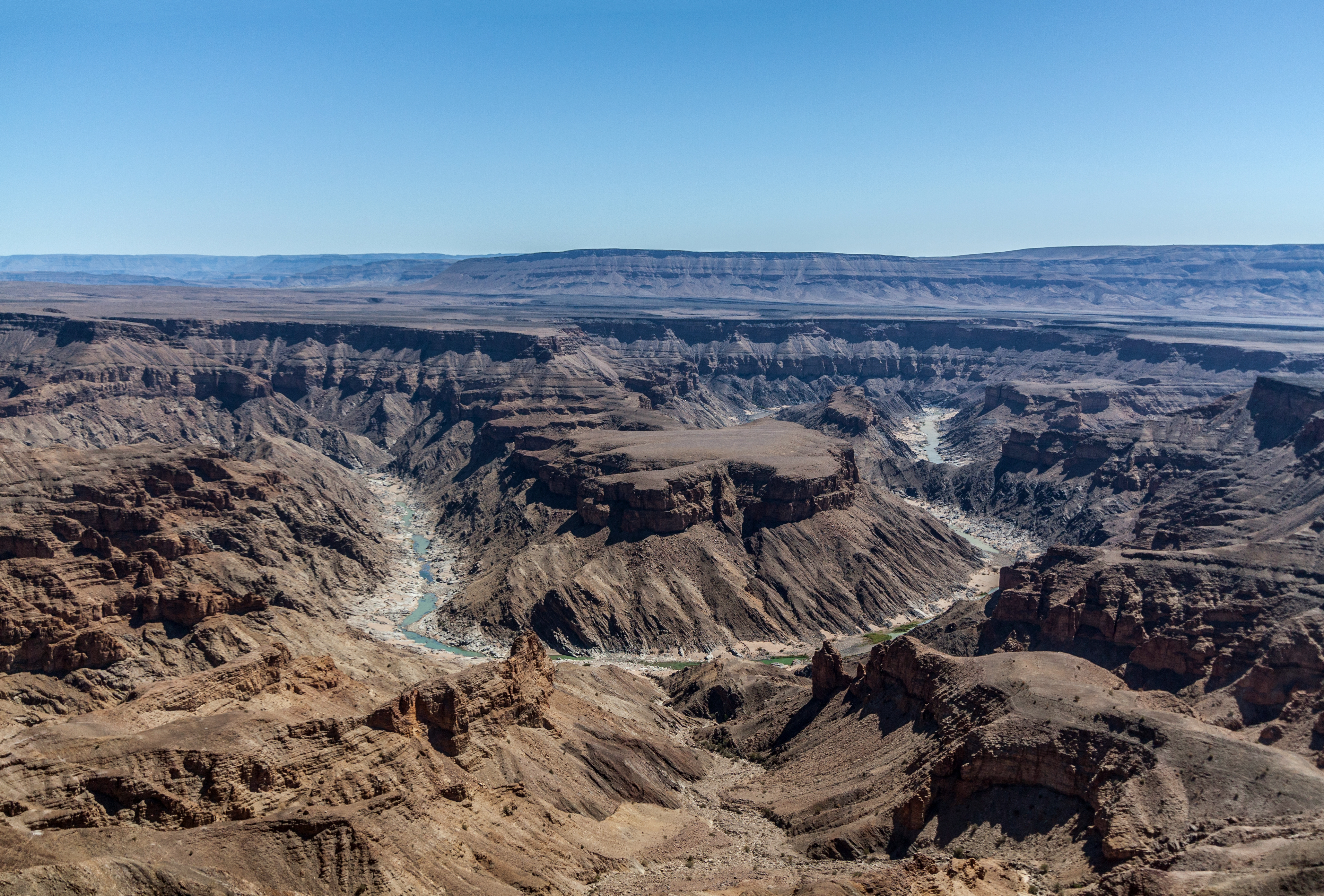
Fish River Canyon, Namibia
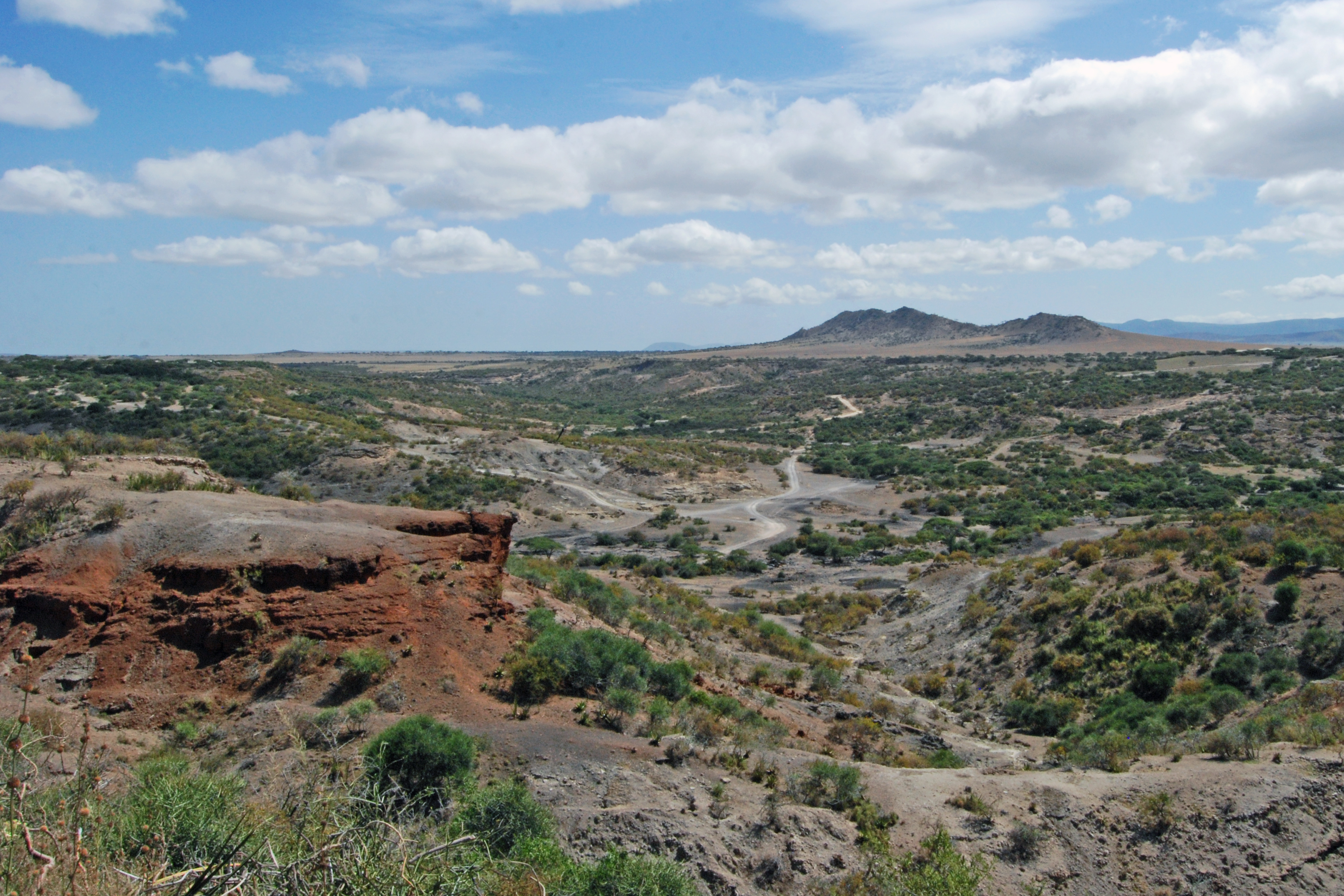
Olduvai Gorge, Tanzania

### Afrique du Sud
- Blyde River Canyon, Mpumalanga
- Kloof, KwaZulu-Natal (le mot Kloof signifie « gorge » en afrikaans [réf. nécessaire])
- Gorges de Komati
- Lanner Gorge
- Oribi Gorge, KwaZulu-Natal

### Autres pays
- Madagascar - Isalo Canyon
- Mali  —  Gorges de Talari
- Namibie  —  Fish River Canyon
- Tanzanie  —  Gorges d'Olduvai
- Tunisie  —  Mides Canyon

## Amériques

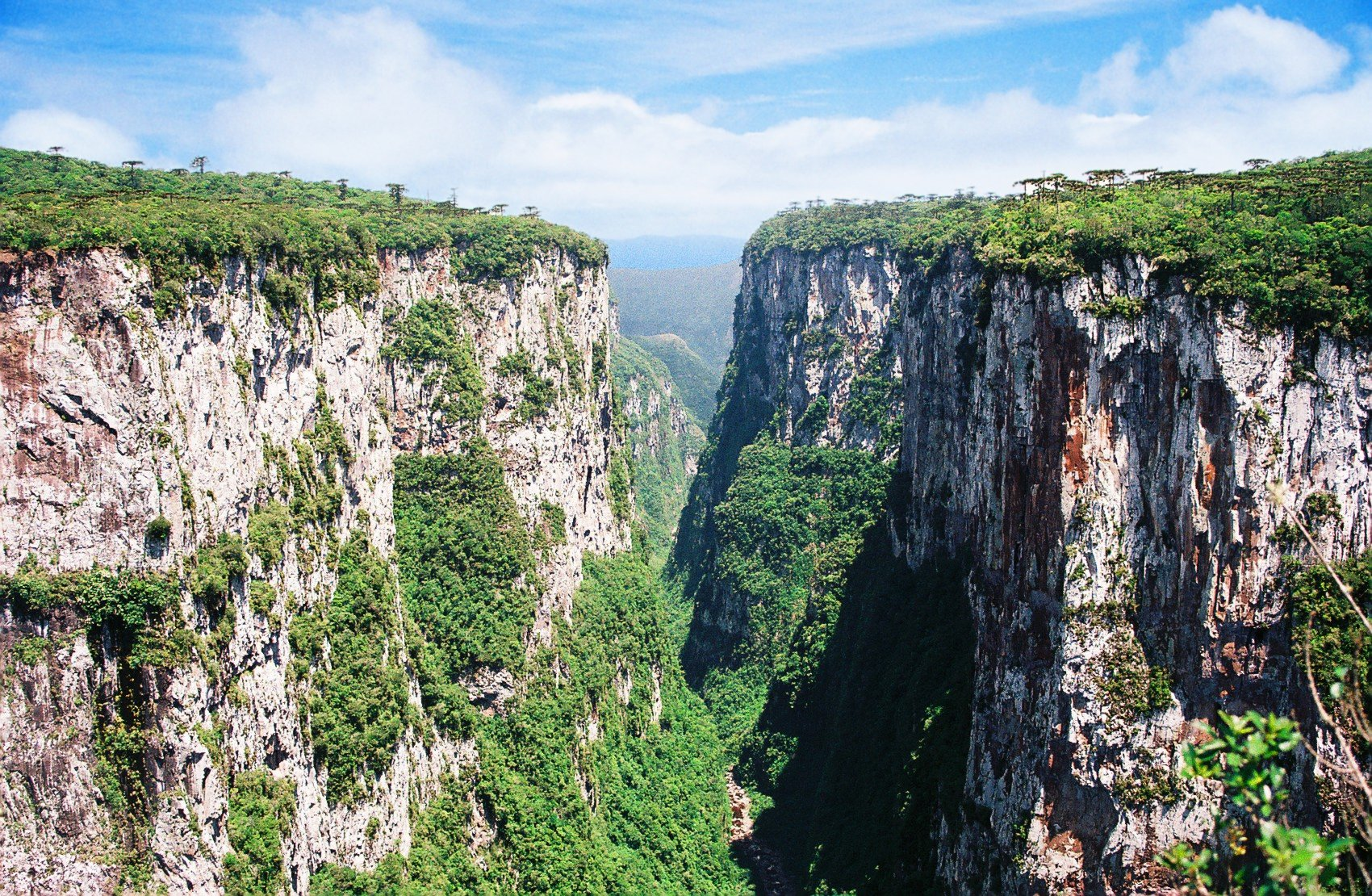
Itaimbezinho Canyon, Brazil
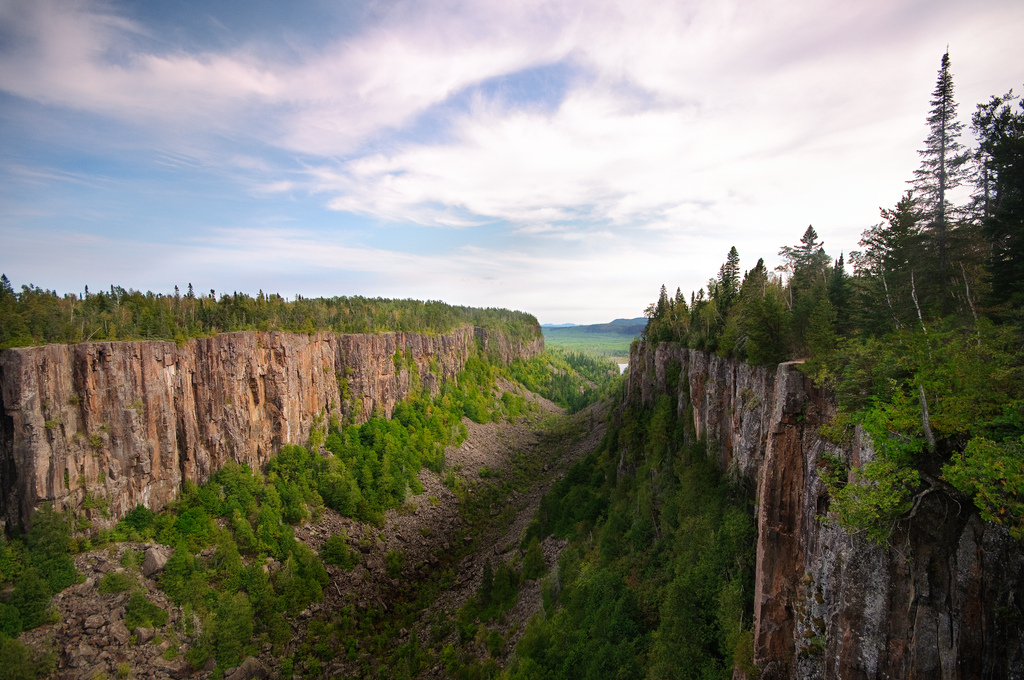
Ouimet Canyon, Canada
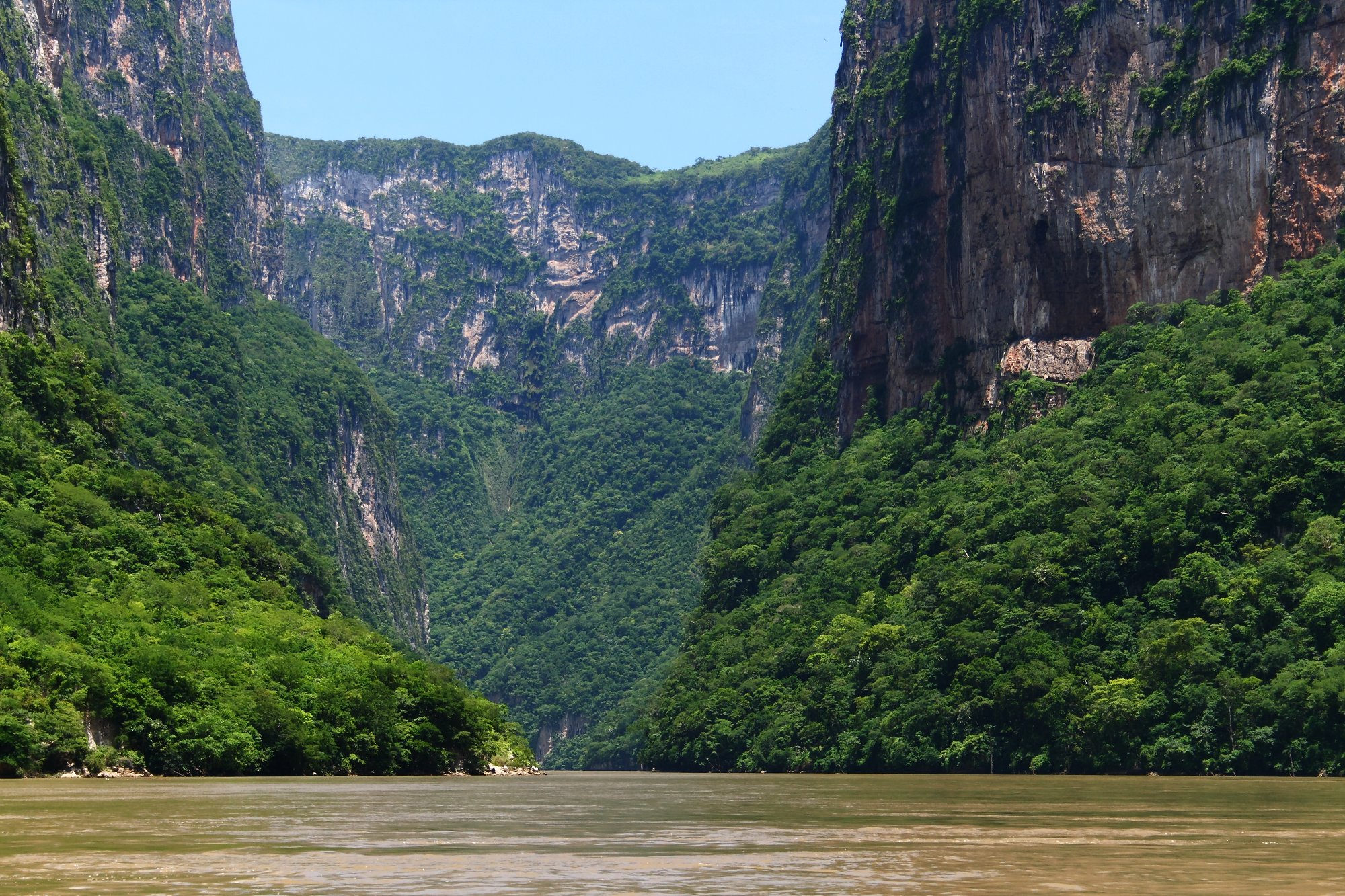
Sumidero Canyon, Mexico

### Brésil
- Canyon de Guartelá, Paraná
- Itaimbezinho, Parc national Aparados da Serra, Rio Grande do Sul

### Canada
- Agawa Canyon, Ontario
- Rivière Barron (Ontario)
- Canyon Sainte-Anne, Québec
- Gouffre peint, Colombie-Britannique
- Farwell Canyon, Colombie-Britannique
- Fraser Canyon, Colombie-Britannique
- Grand Canyon du Stikine, Colombie-Britannique
- Horseshoe Canyon, Alberta
- Niagara Gorge, Ontario
- Canyon Ouimet, Ontario

### Colombie
- Canyon Chicamocha, Santander
- Canyon de Saturban, Santander

### Mexique
- Copper Canyon, Chihuahua
- Canyon Huasteca, Monterrey
- Sumidero Canyon, Chiapas

### Pérou
- Canyon de Colca, Arequipa
- Cotahuasi Canyon, Arequipa

### États-Unis
- Antelope Canyon, Arizona
- Snake River Canyon, Idaho
- Bighorn Canyon, Montana and Wyoming
- Green River Canyon, Canyonlands National Park, Utah

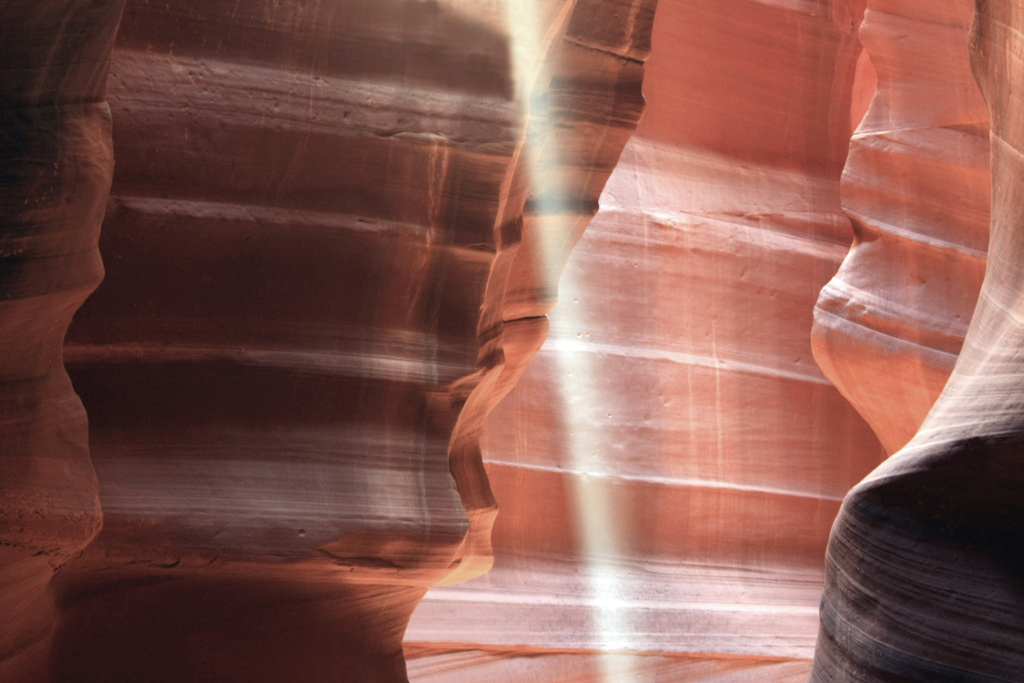
Antelope Canyon, Arizona
- Ausable Chasm, New York
- Bad Rock Canyon, Montana
- Bighorn Canyon, Montana et Wyoming
- Big South Fork de la gorge de la rivière Cumberland, Kentucky et Tennessee
- Black Canyon des Gunnison, Colorado
- Bluejohn Canyon, Utah  —  site de l'accident d'Aron Ralston
- Breaks Canyon, Kentucky et Virginie
- Buckskin Gulch, Utah  —  peut  —  être le canyon à fente le plus long et le plus profond du monde avec plus de 13 mi (20,921472 km)  ; un affluent de la rivière Paria
- Canyon de Chelly, Arizona
- Parc national de Canyonlands, canyons du fleuve Colorado et son principal affluent la rivière Green, Utah
- Canyons de l'Escalante, Grand Staircase-Escalante National Monument, Utah
- Cataract Canyon, Utah
- Chaco Canyon, Nouveau-Mexique
- Columbia River Gorge, Washington et Oregon
- Desolation Canyon, Utah
- Dismals Canyon, Alabama
- Echo Canyon, Nevada
- Flaming Gorge, Utah et Wyoming
- Flume Gorge, New Hampshire
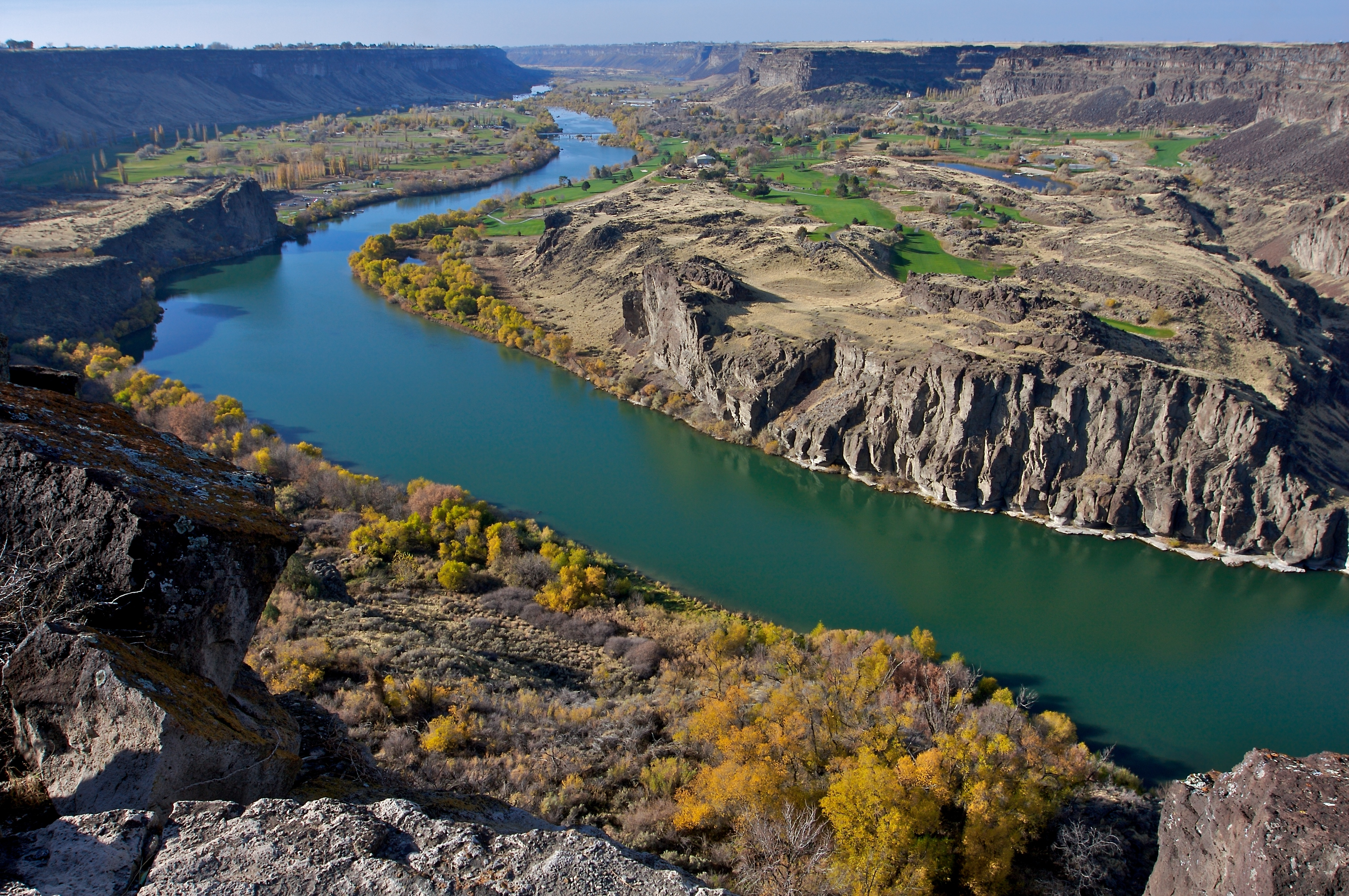
Fremont River Canyon, Utah
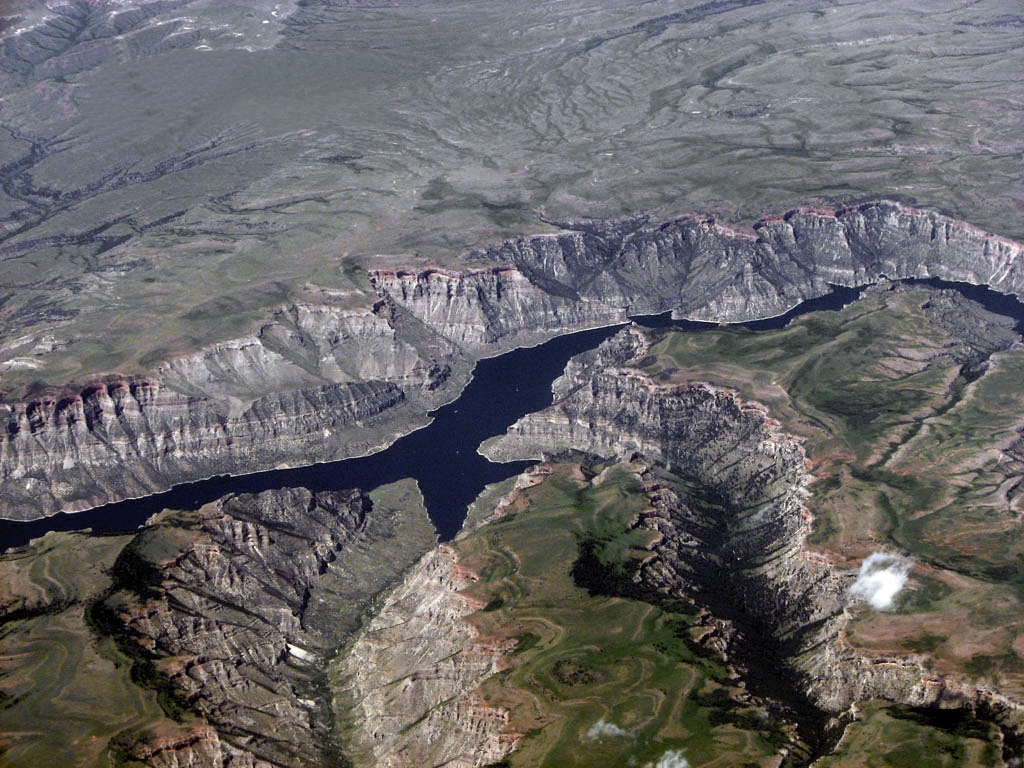
Bighorn Canyon, Montana and Wyoming
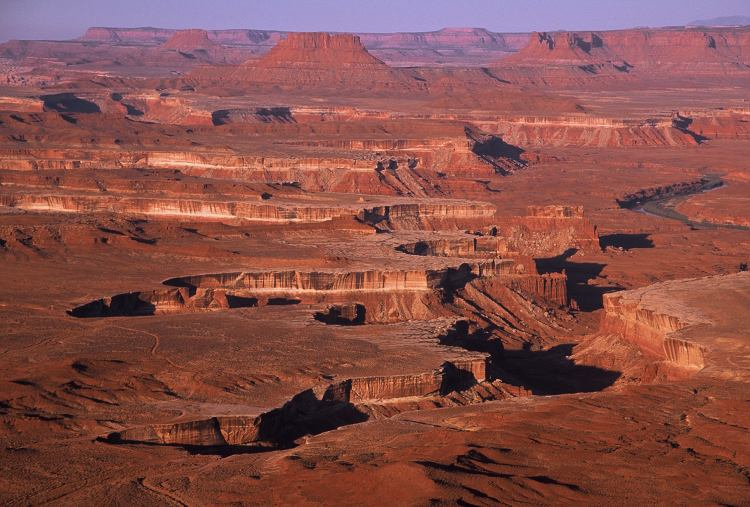
Green River Canyon, Canyonlands National Park, Utah

- Portes de Lodore, Colorado
- Genesee River Gorge, New York
- Glen Canyon, Utah et Arizona
- Glenwood Canyon, Colorado
- Grand Canyon, Parc National du Grand Canyon, Arizona
- Grand Canyon des Tuolumne, Parc National de Yosemite, Californie
- Grand Canyon de Yellowstone, Parc National de Yellowstone, Wyoming
- Grand Coulee, Washington
- Hells Canyon, Idaho, Oregon et Washington
- Horseshoe Canyon, Utah
- James River Gorge, Virginie
- Kings Canyon, Californie
- Kolob Canyons, Zion National Park, Utah
- Lehigh River Gorge, Pennsylvanie
- Linville Gorge, Caroline du Nord
- Little River Canyon, Alabama
- Logan Canyon, Utah
- Marble Canyon, Arizona
- Moses Coulee, Washington
- McKittrick Canyon, Parc National de Guadalupe Mountains, Texas
- New River Gorge, Virginie-Occidentale
- Niagara Gorge, New York
- Nine Mile Canyon, Utah
- Palo Duro Canyon, Texas
- Paria River Canyon, du sud de l'Utah au nord de l'Arizona
- Pine Creek Gorge, Pennsylvanie
- Provo Canyon, Utah
- Quartermaster Canyon, Parc national du Grand Canyon, Arizona [1]
- Quechee Gorge, Vermont
- Gorge de la rivière Rouge, Kentucky
- Rio Grande Gorge, Nouveau-Mexique
- Ripogenus Gorge, Maine
- Royal Gorge, Colorado
- Ruby Canyon, Colorado et Utah
- Sabino Canyon, Arizona
- Canyon de Saint Christopher, Aibonito et Barranquitas, Porto Rico
- Salt River Canyon, Arizona
- Gorge de la rivière San Rafael, Utah
- Santa Elena Canyon, Parc national de Big Bend, Texas (également dans le PN de Big Bend: Boquillas et Mariscal Canyons)
- Tallulah Gorge, Géorgie
- Titus Canyon, Death Valley, Californie (également dans Death Valley: Golden, Mosaic et Natural Bridge Canyons)
- Virgin River Gorge, Arizona et Utah
- Waimea Canyon, Hawaï
- Walnut Canyon, Arizona
- Westwater Canyon, Utah
- Wind River Canyon, Wyoming
- Zion Canyon, Utah

### Autres pays
- Argentine  —  Canyon d'Atuel, Province de Mendoza
- Bolivie  —  Grand Canyon de Torotoro, Torotoro, Potosi Department
- Nicaragua  —  Somoto Canyon, Somoto, Madriz

## Asie

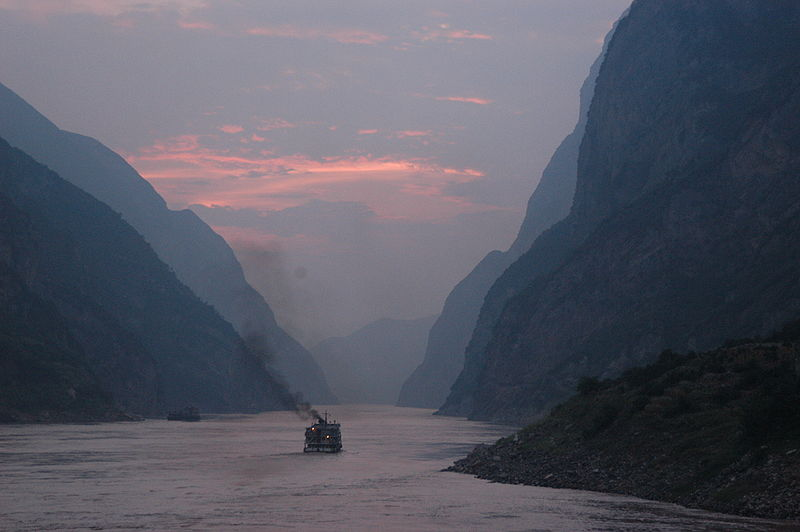
Une des Trois Gorges du Yangtsé, Chine
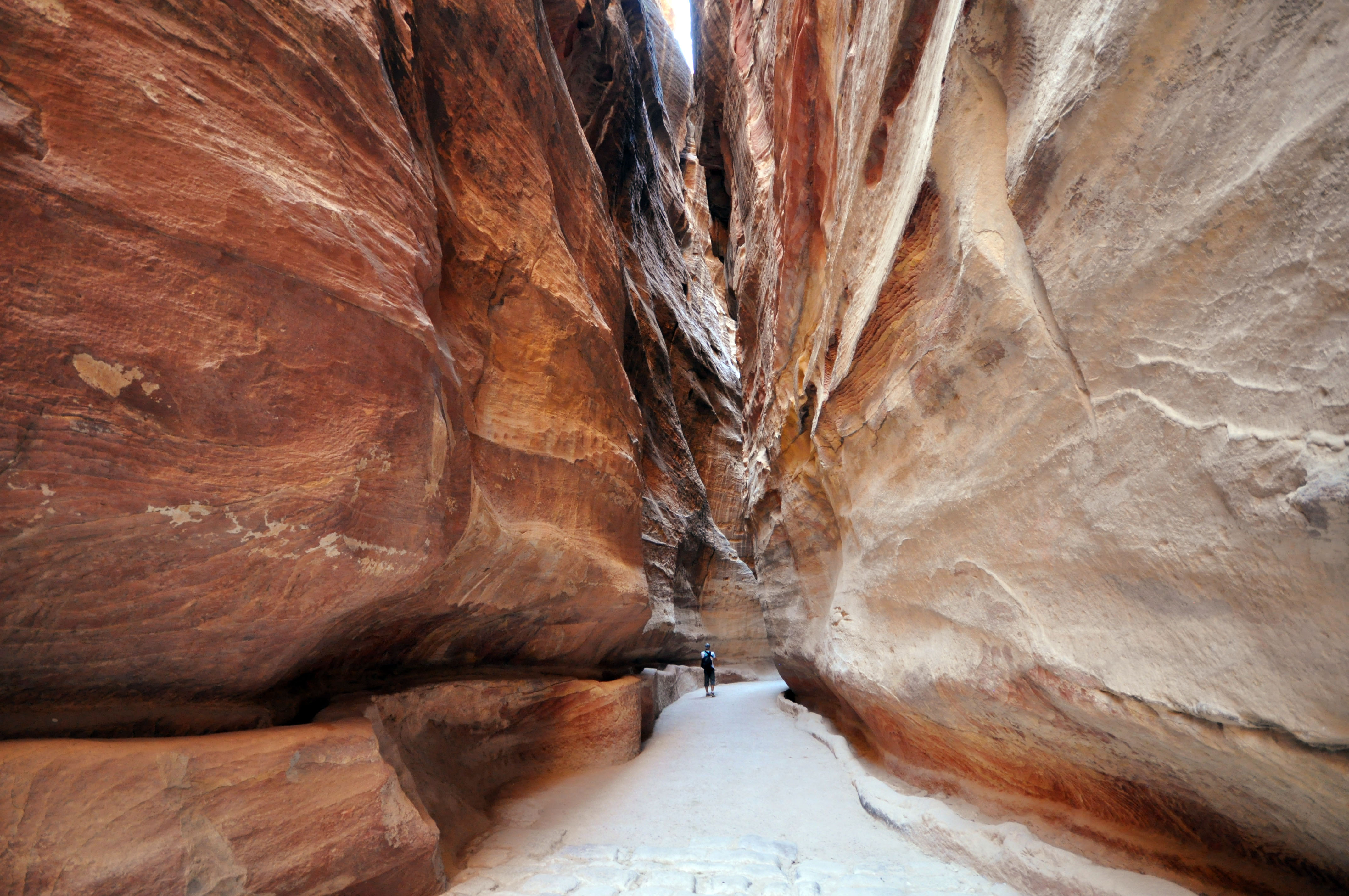
Sîq, Jordanie
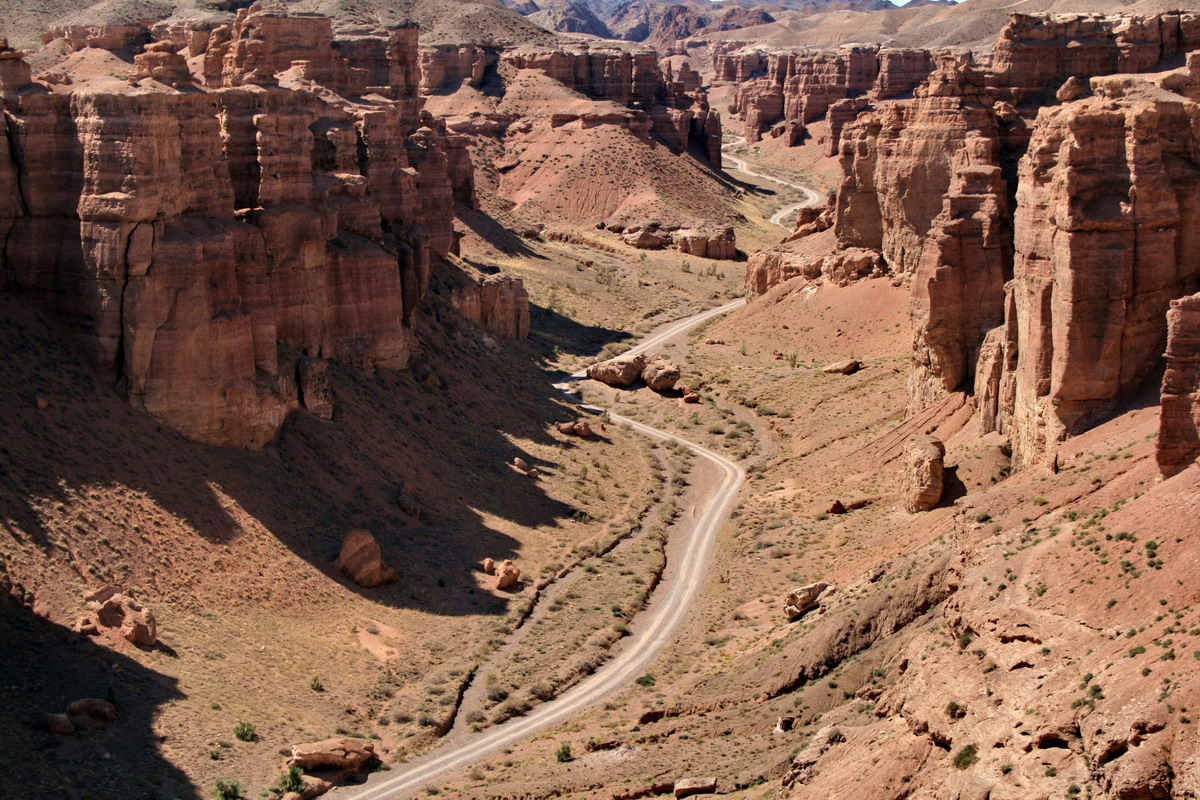
Canyon de Charyn, Kazakhstan
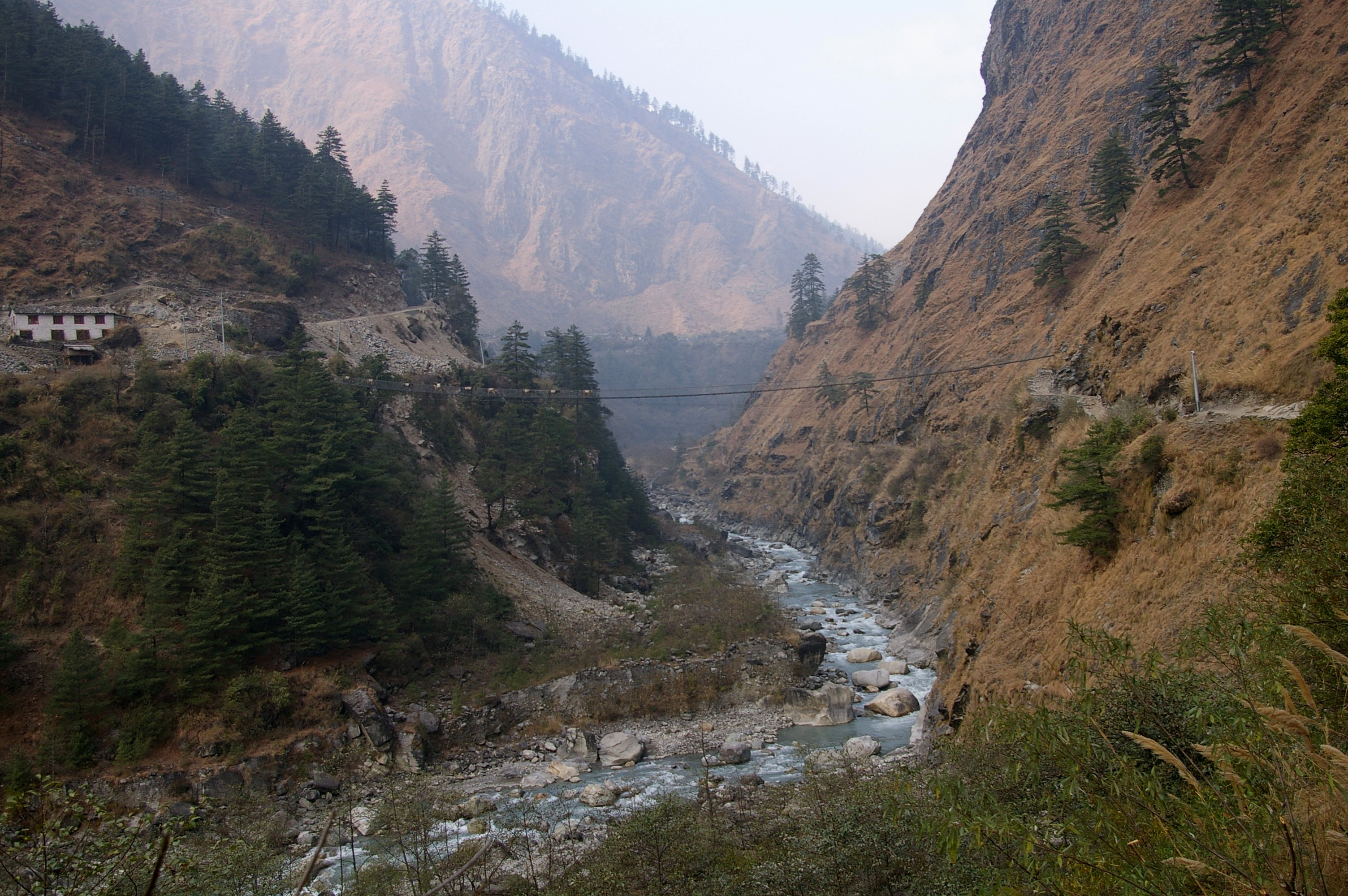
Gorges de Kali Gandaki, Népal
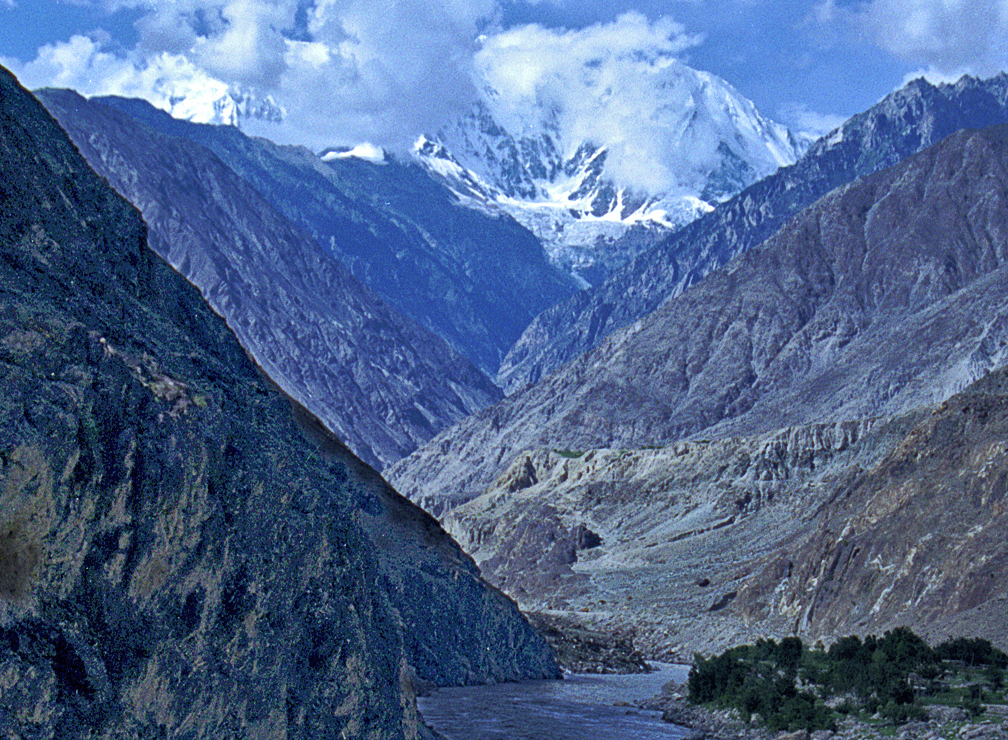
Gorge de l'Indus, Pakistan

### Chine
- Trois gorges, Chongqing
- Tiger Leaping Gorge, Yunnan
- Yarlung Zangbo Grand Canyon, Région autonome du Tibet

### Népal
- Chovar Gorge, Katmandou
- Gorges de Kali Gandaki, Gandaki

### Inde
- Gandikota, district de Kadapa, Andhra Pradesh
- Garadia Mahadev, district de Kota, Rajasthan
- Idukki, Western Ghats, Kerala
- Raneh Falls, district de Chatarpur, Madhya Pradesh

### Philippines
- Bued Gorge, Benguet
- Gorge de Montalban, Luçon centrale

### Autres pays
- Indonésie  —  Cukang Taneuh, Pangandaran
- Jordanie  —  Siq, Petra
- Kazakhstan  —  Sharyn Canyon
- République kirghize  —  Gorges d'Ala Archa du parc national d'Ala Archa
- Oman  —  Wadi Ghul
- Pakistan  —  Gorges du fleuve Indus à travers l'Himalaya ; Gorge de la rivière Soan
- Taïwan  —  Gorges de Taroko du parc national de Taroko

## Europe

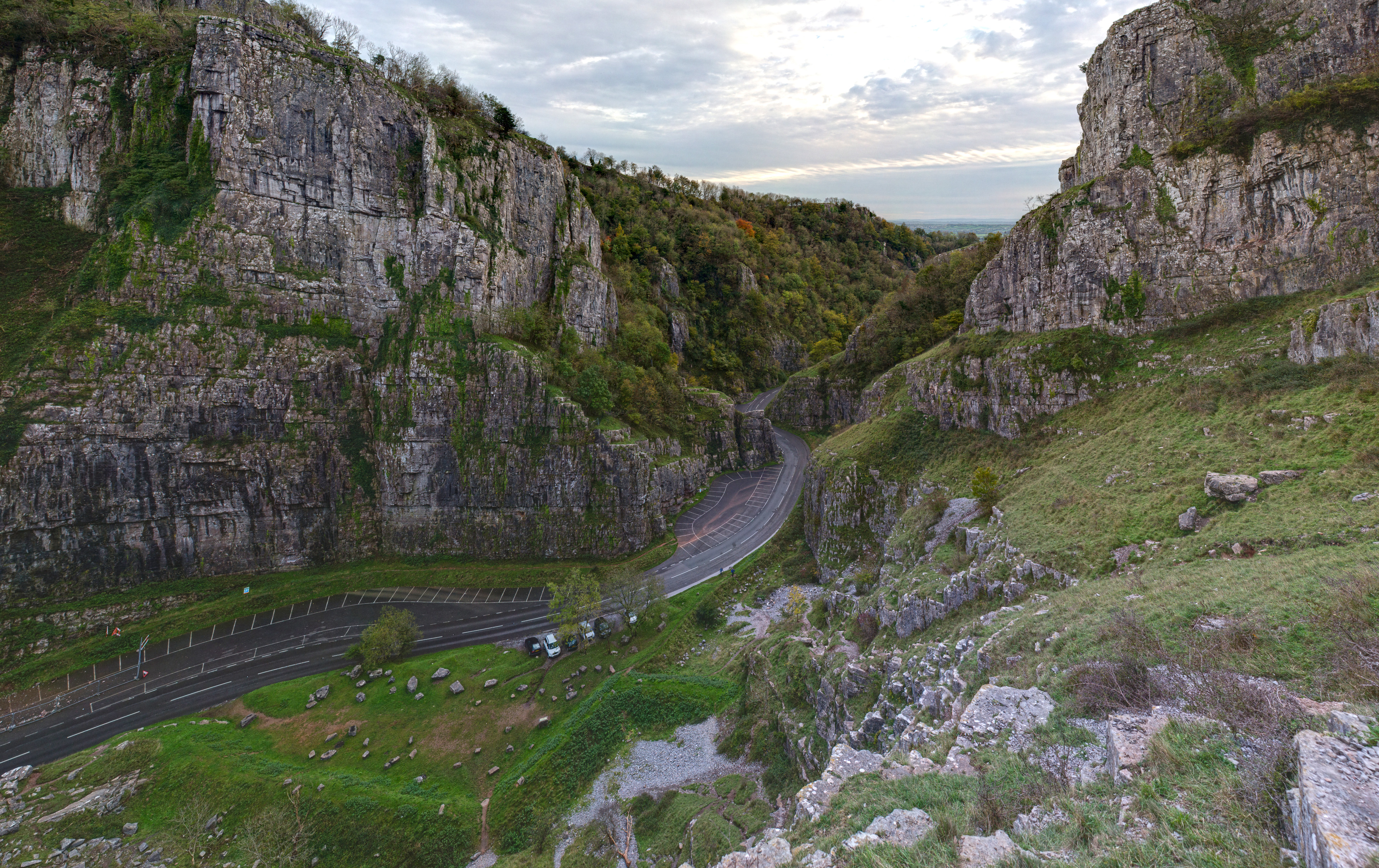
Cheddar Gorge, England
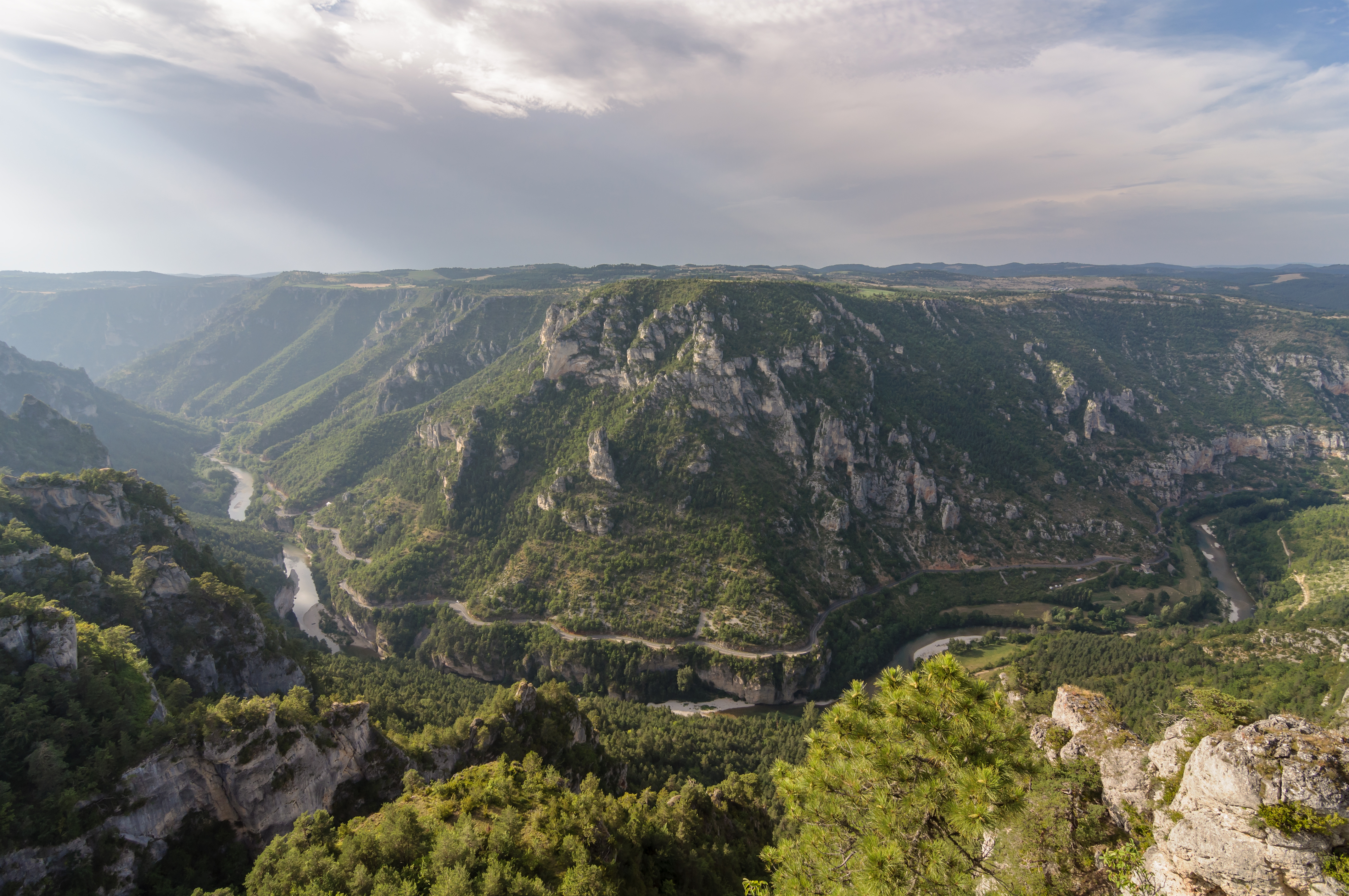
Gorges du Tarn, France
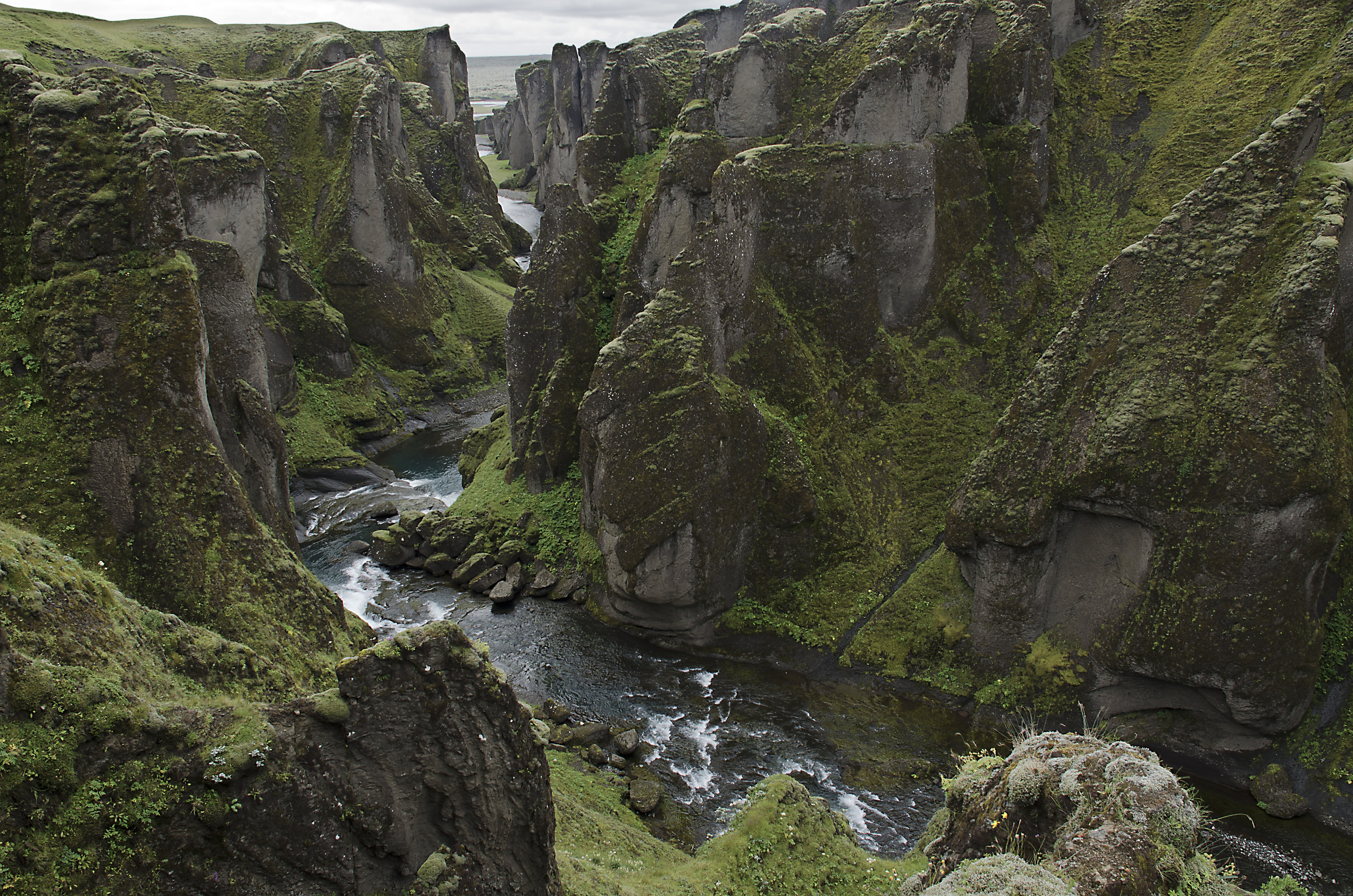
Fjaðrárgljúfur Canyon, Iceland
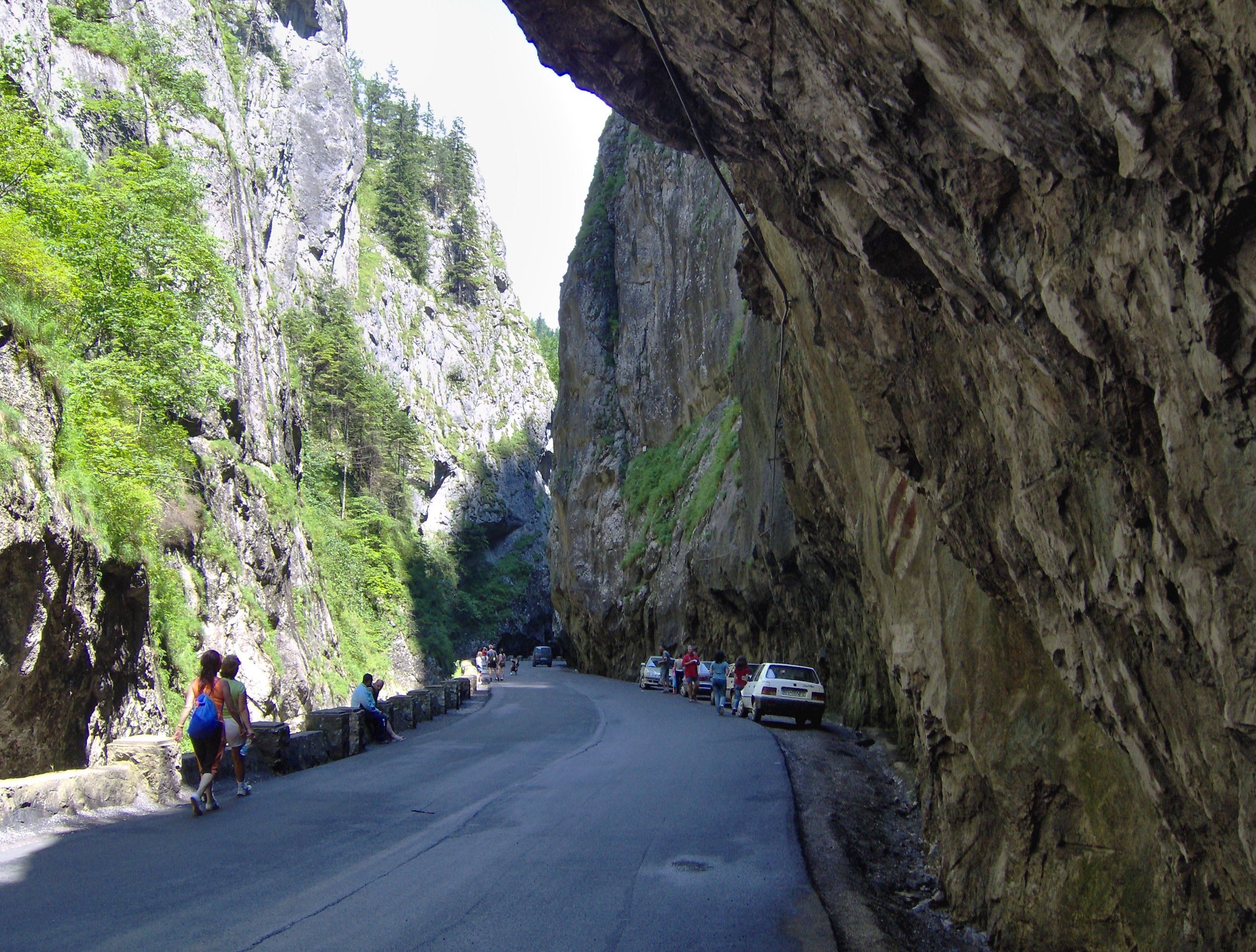
Bicaz Gorge, Romania
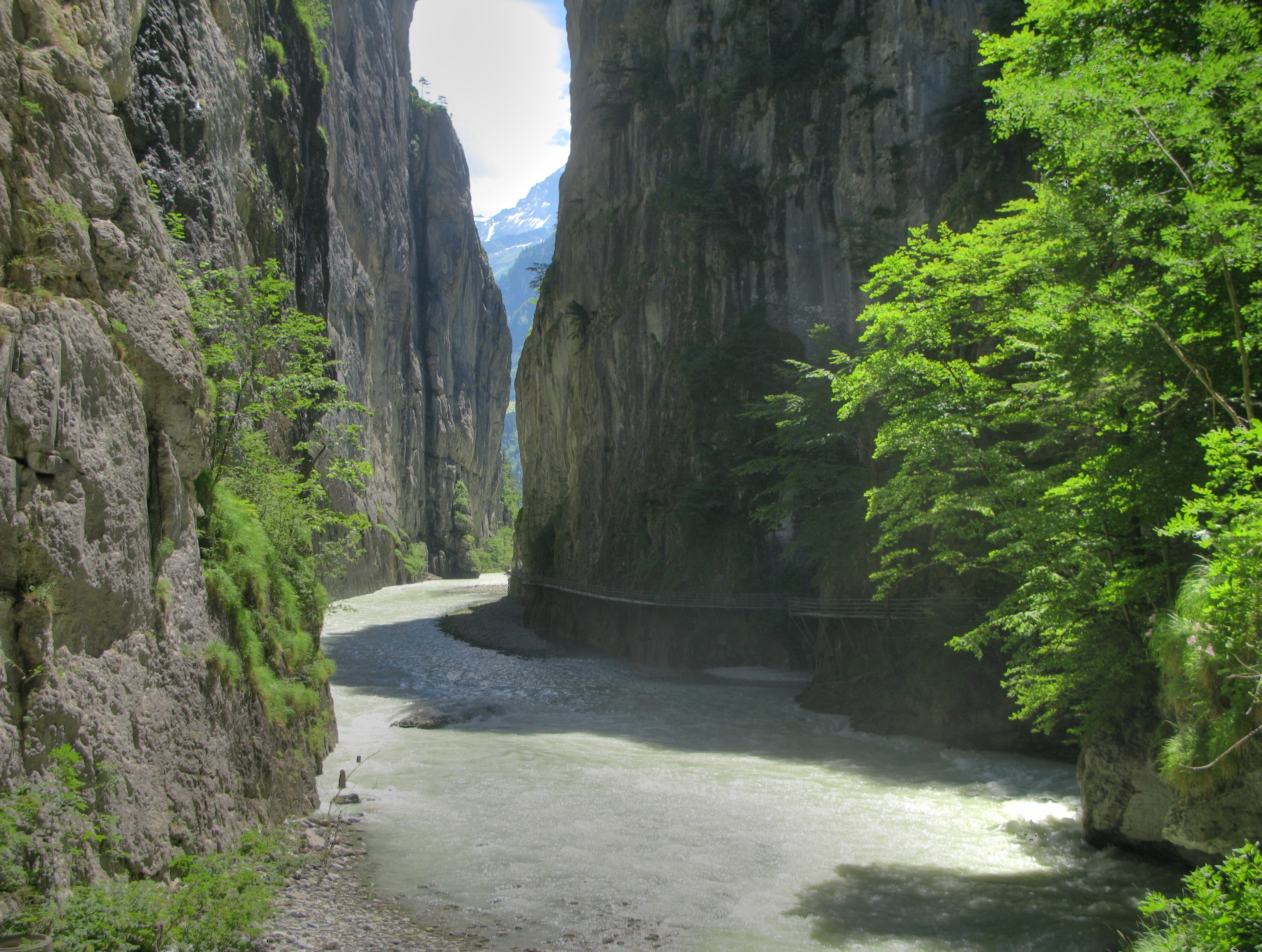
Aare Gorge, Switzerland

### Albanie
- Gorges d'Osum
- Gorges de Këlcyrë

### Autriche
- Gorges de Leutasch
- Liechtensteinklamm

### Angleterre
- Avon Gorge, Bristol
- Cheddar Gorge, Somerset
- Ebbor Gorge, Somerset
- Ironbridge Gorge, Shropshire

### France
- Gorges de l'Ardèche, Auvergne-Rhône-Alpes
- Gorges de Daluis, Provence-Alpes-Côte d'Azur
- Gorges du Tarn, Occitanie
- Gorges du Verdon, Provence-Alpes-Côte d'Azur

### Géorgie
- Gorges de la rivière Aragvi
- Gorges de Pankisi

### Grèce
- Gorges d'Agia Eirini, Crète
- Ha Gorge, Crète
- Imbros Gorge, Crète
- Gorges de Kotsifos, Crète
- Gorges de Kourtaliotiko, Crète
- Richtis Gorge, Crète
- Sarakina Gorge, Crète
- Gorges de Samaria, Crète
- Gorges de Vikos, parc national de Vikos – Aoös

### Italie
- Bletterbach, Tyrol du Sud
- Gorropu, Sardaigne

### Monténégro
- Morača Canyon
- Canyon de la rivière Tara
- Piva Canyon

### Norvège
- Allmannajuvet Canyon, Rogaland
- Jutulhogget Canyon, Hedmark
- Canyon de Jutulhogget, Oppland
- Gorges de Mågålaupet, Sør-Trøndelag
- Sautso Canyon, Finnmark

### Suisse
- Gorges de l'Aar, canton de Berne
- Viamala, Grisons

### Turquie
- Boğazpınar Canyon, Province de Mersin
- Harmanköy Canyon, Bilecik
- Ulubey Canyon, Uşak
- Valla Canyon, Küre, Kastamonu

### Autres pays
- Bulgarie  —  Trigrad Gorge
- Groenland  —  Grand Canyon du Groenland
- Islande  —  Fjaðrárgljúfur Canyon
- Macédoine  —  Matka Canyon
- Roumanie  —  Gorges de Bicaz
- Écosse  —  Corrieshalloch Gorge
- Serbie  —  Rugova Canyon
- Ukraine  —  Canyon du Dniestr

## Océanie

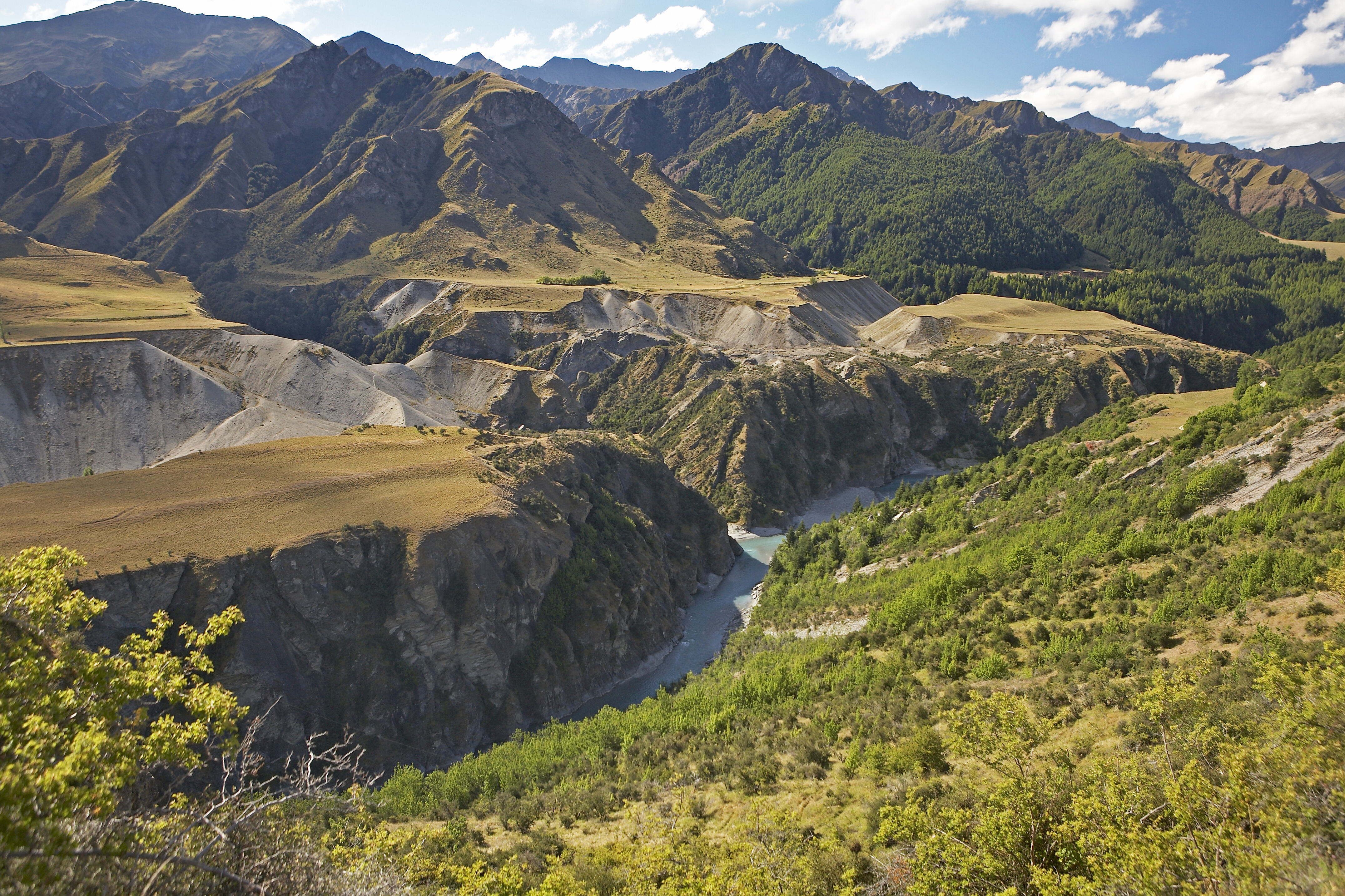
Skippers Canyon, New Zealand
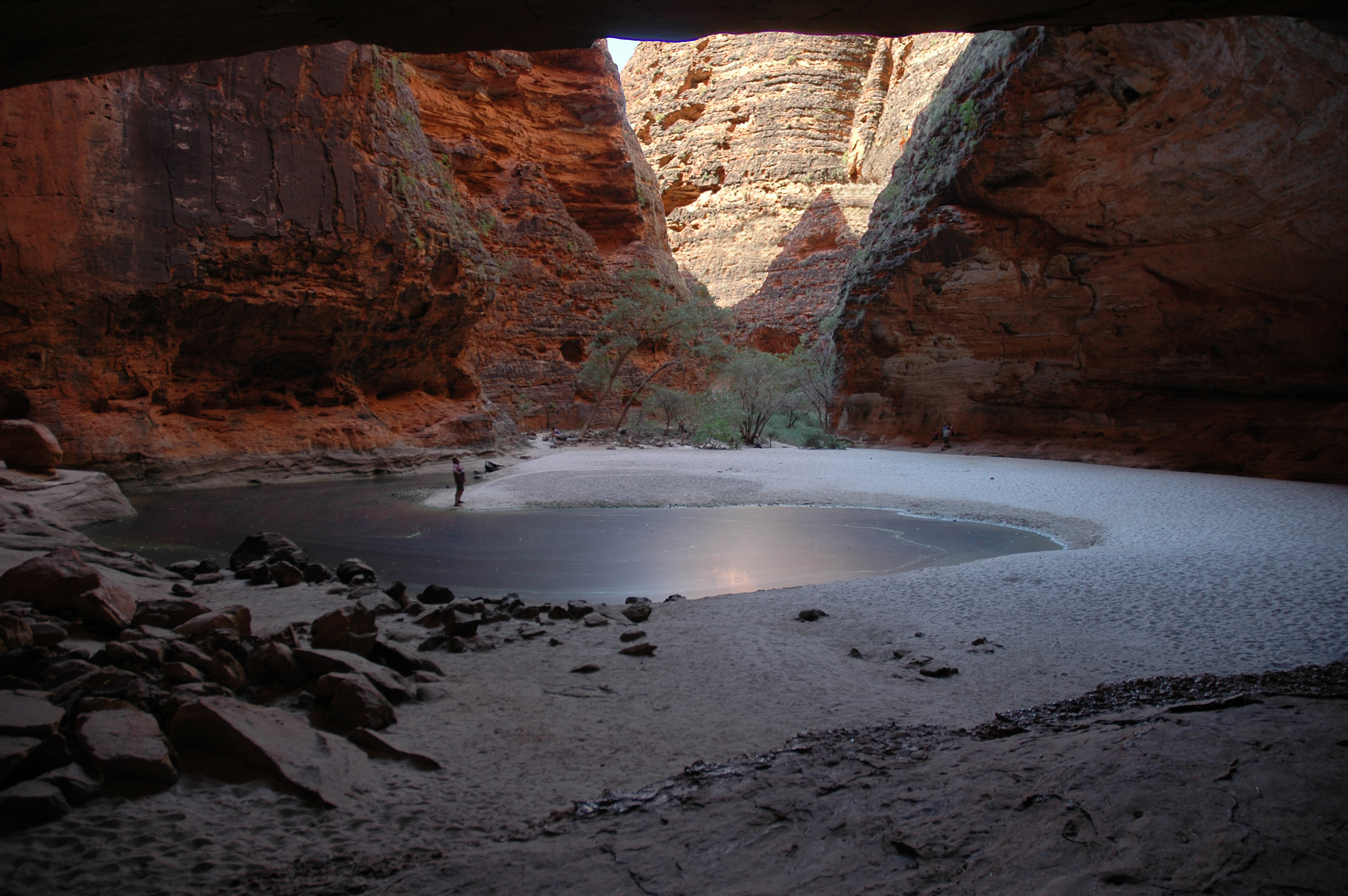
Cathedral Gorge, Purnululu National Park, Western Australia
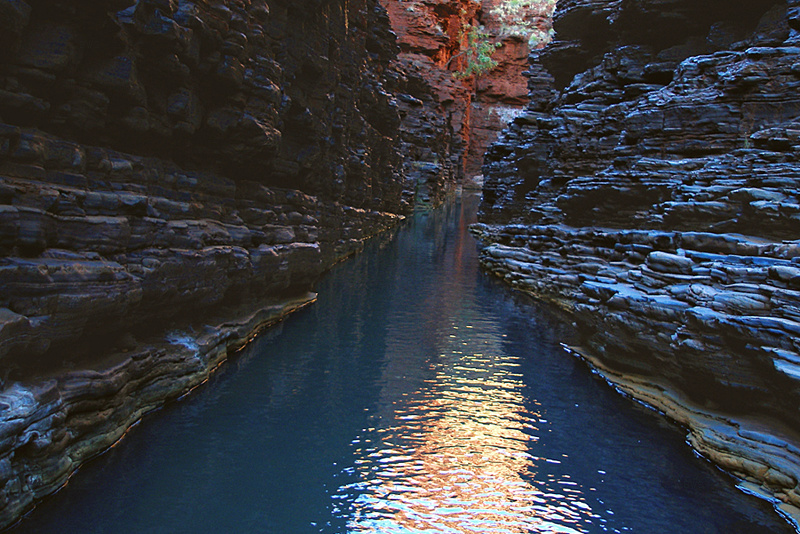
Hancock Gorge, Karijini National Park, Western Australia
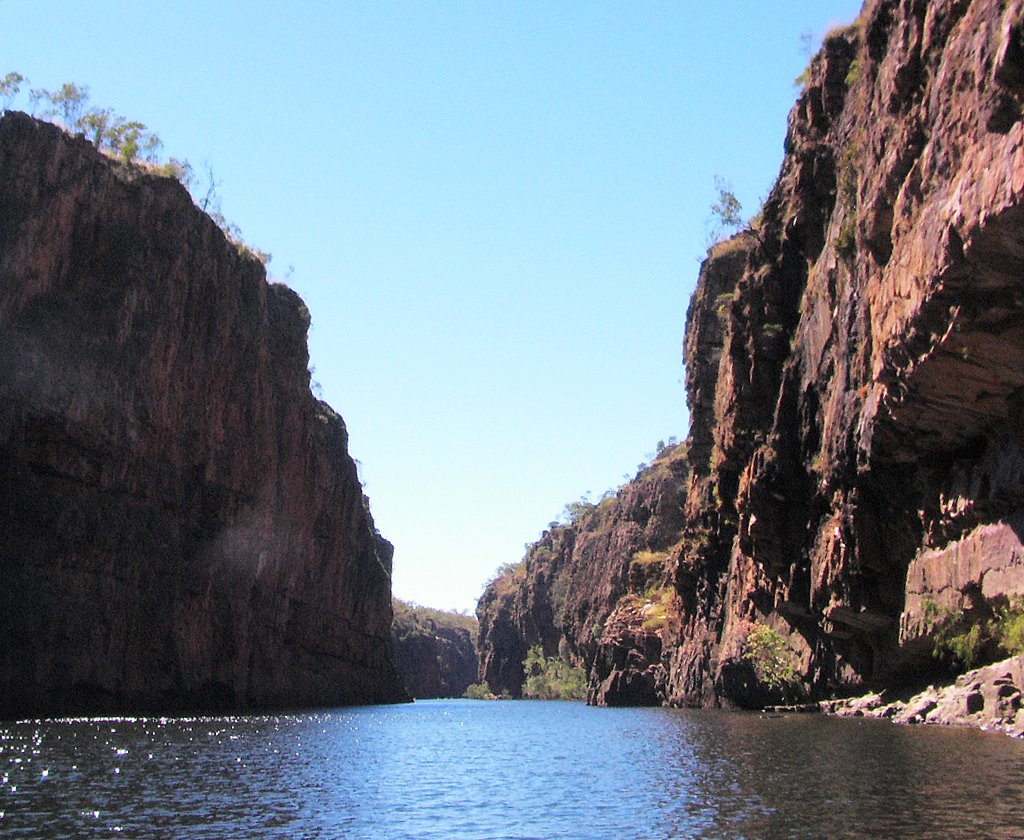
Katherine Gorge, Northern Territory of Australia
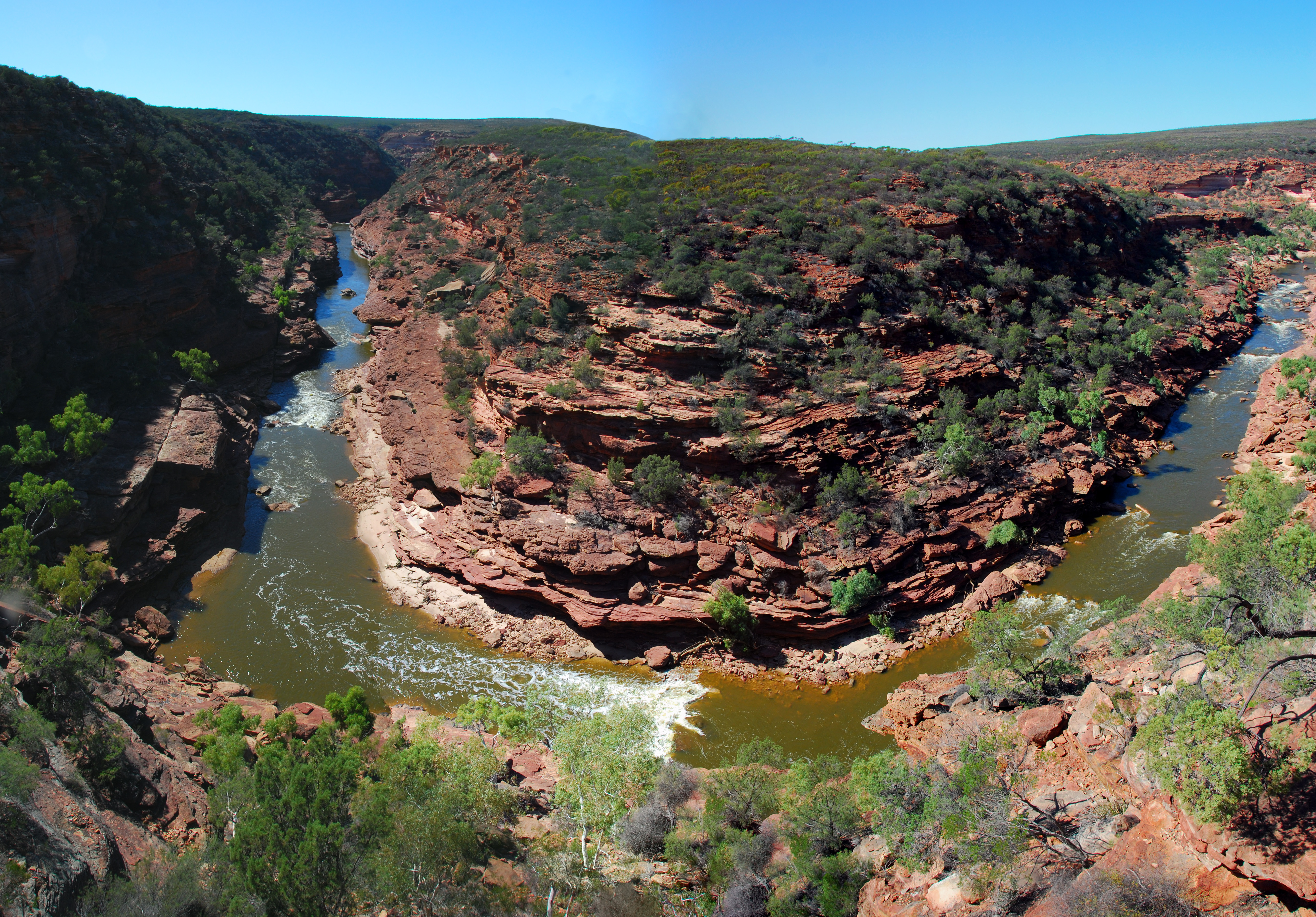
Murchison River Gorge, Western Australia

### Australie
- Barfold Gorge, Victoria
- Barron Gorge, Queensland
- Bouldercombe Gorge, Queensland
- Cambanoora Gorge, Queensland
- Capertee Valley, Nouvelle-Galles du Sud
- Carnarvon Gorge, Queensland
- Cataract Gorge, Tasmanie
- Dimond Gorge, Australie occidentale
- Galston Gorge, Nouvelle-Galles du Sud
- Parc national de Geikie Gorge, Australie occidentale
- Parc national de Karijini, Australie occidentale  —  contient des gorges nommées Dales, Hamersley, Hancock, Joffre, Kalamina, Knox, Munjina, Range, Red, Weano, Wittenoom et Yampire[2]; amiante bleu existe dans les deux dernières gorges [3]
- Katherine Gorge, Territoire du Nord
- Kings Canyon, Territoire du Nord
- Lerderderg Gorge, Victoria
- Little River Gorge, Victoria
- Loch Ard Gorge, Victoria
- Mossman Gorge, Queensland
- Murchison River Gorge, Australie occidentale
- Nepean Gorge, Nouvelle-Galles du Sud
- Gorges du Nord et du Sud de l'île de North Stradbroke, Queensland
- Palm Valley, Territoire du Nord
- Porcupine Gorge, Queensland
- Parc national de Purnululu, Australie-Occidentale  —  Cathédrale et gorges de Piccaninny[4], et gouffre d'Echidna [5]
- Ravine des Casoars, Australie du Sud
- Sturt Gorge, Australie du Sud
- Parc national de West MacDonnell, Territoire du Nord
- Windjana Gorge, Australie occidentale

### Nouvelle-Zélande
- Ashley Gorge, région de Canterbury
- Buller Gorge, Buller
- Cromwell Gorge, Central Otago
- Gorges de Karangahake, péninsule de Coromandel
- Gorges de Karapoti, région de Wellington
- Gorges de Kawarau, Central Otago
- Gorge de Manawatu, Manawatu
- Ngauranga Gorge, Wellington City
- Poolburn Gorge, Central Otago
- Rakaia Gorge, région de Canterbury
- Skippers Canyon, Central Otago
- Taieri Gorge, South Otago
- Trotters Gorge, North Otago
- Gorges de Waimakariri, région de Canterbury
- Col de Weka, région de Canterbury
- Windy Canyon, île de la Grande Barrière

## Canyons sous-marins
Un canyon sous-marin est une vallée à parois abruptes avec des parois presque verticales creusées dans le fond marin de la marge continentale, s'étendant parfois bien sur le plateau continental. 

### Océan Atlantique
- Amazon Canyon, s'étendant du fleuve Amazone au large des côtes du Brésil
- Avilés Canyon, au large des Asturies, Espagne
- Congo Canyon, s'étendant du fleuve Congo au large des côtes de la République démocratique du Congo
- Great Bahama Canyon, entre les îles des Bahamas
- Canyon de l'Hudson, qui s'étend au large de l'embouchure du fleuve Hudson, aux États-Unis
- Nazaré Canyon, au large des côtes du Portugal
- Whittard Canyon, au large de la côte sud-ouest de l'Irlande
- Wilmington Canyon, au large des côtes du Delaware, aux États-Unis [7]

### Océan Indien
- Canyon du Gange, s'étendant du Gange au large des côtes de l'Inde
- Indus Canyon, qui s'étend de l'Indus au large des côtes du Pakistan

### Océan Pacifique
- Bering Canyon, dans la mer de Béring, près des îles Aléoutiennes, Alaska, États-Unis
- Canyon de Kaikoura, au large des côtes de la péninsule de Kaikoura, Nouvelle-Zélande
- Monterey Canyon, au large des côtes du centre de la Californie, aux États-Unis
- Pribilof Canyon, dans la mer de Béring, au sud-est des îles Pribilof, Alaska
- Scripps Canyon, au large de la côte de La Jolla, dans le sud de la Californie
- Le canyon de Zhemchug, dans le centre de la mer de Béring, entre les îles Aléoutiennes d'Alaska et la péninsule du Kamchatka en Russie; le plus grand canyon sous-marin au monde basé sur la zone de drainage

### Mer Noire
- Canyon du Danube, au large des côtes de la Roumanie